# Maráza
Maráza es un pueblo ubicado en el distrito de Mohács, en el condado de Baranya, Hungría.

## Superficie
Posee una superficie de 9,70 kilómetros cuadrados.

## Demografía
Hasta 2019 la población era de 163 habitantes, con una densidad de población de 16,80 habitantes por kilómetro cuadrado.